# Owidiopol
Owidiopol (ukrainisch Овідіополь; russisch Овидиополь, rumänisch Ovidiopol, türkisch Hacıdere) ist eine Siedlung städtischen Typs im Süden der Ukraine mit etwa 12.000 Einwohnern.
Die Siedlung liegt etwa 32 Kilometer westlich von Odessa am Ostufer des Dnister-Limans und war bis Juli 2020 das Zentrum des gleichnamigen Rajons Owidiopol.

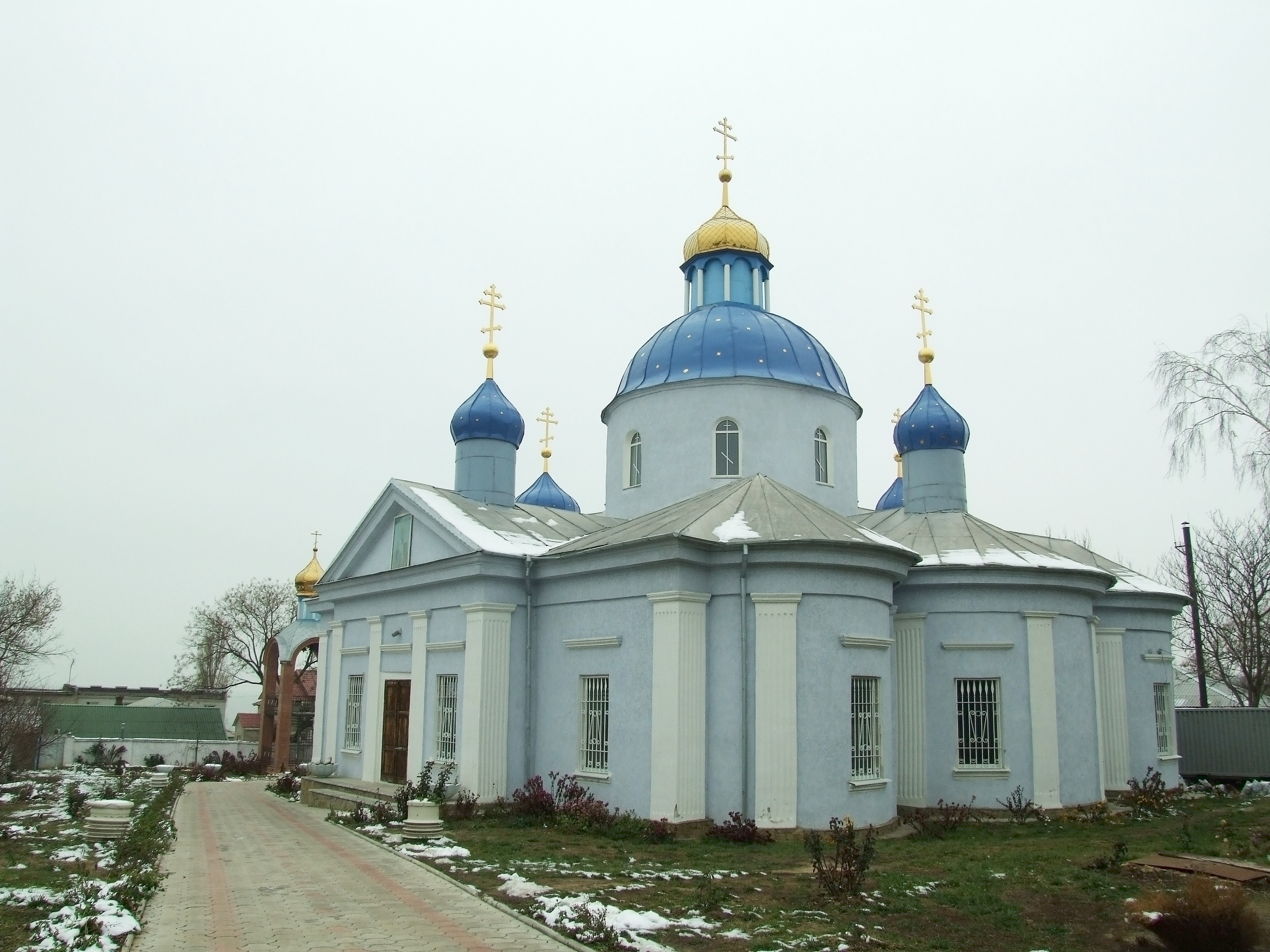
Orthodoxe Kirche in Owidiopol

## Geschichte
Owidiopol entstand Ende des 18. Jahrhunderts als Festung zum Schutz der Dnistermündung und des Schwarzen Meeres vor Überfällen der Türken; am 15. Juni 1793 wurde der Grundstein zum Bau auf den Ruinen einer älteren türkischen Befestigungsanlage (zerstört 1769) gelegt. 1795 wurde der Name per Dekret von Zarin Katharina zu Ehren des hier im Gebiet im Exil gewesenen Dichters Ovid als Owidiopol bestimmt. Die Namensgebung geht laut Dimitrie Cantemirs Descriptio Moldaviae (1714-16) auf einen der Stadt Bilhorod-Dnistrowskyj nahegelegenen See zurück, den man See Ovids (Lacul Ovidului) nannte.
Seit 1916 gibt es im Ort auch einen Bahnhof als Ende der Strecke von Odessa her. Durch den Weiterbau der Strecke bis nach Bilhorod-Dnistrowskyj hat aber die Bedeutung des Bahnhofs stark abgenommen. Am 28. Juli 1970 wurde dem Ort der Status einer Siedlung städtischen Typs zuerkannt.

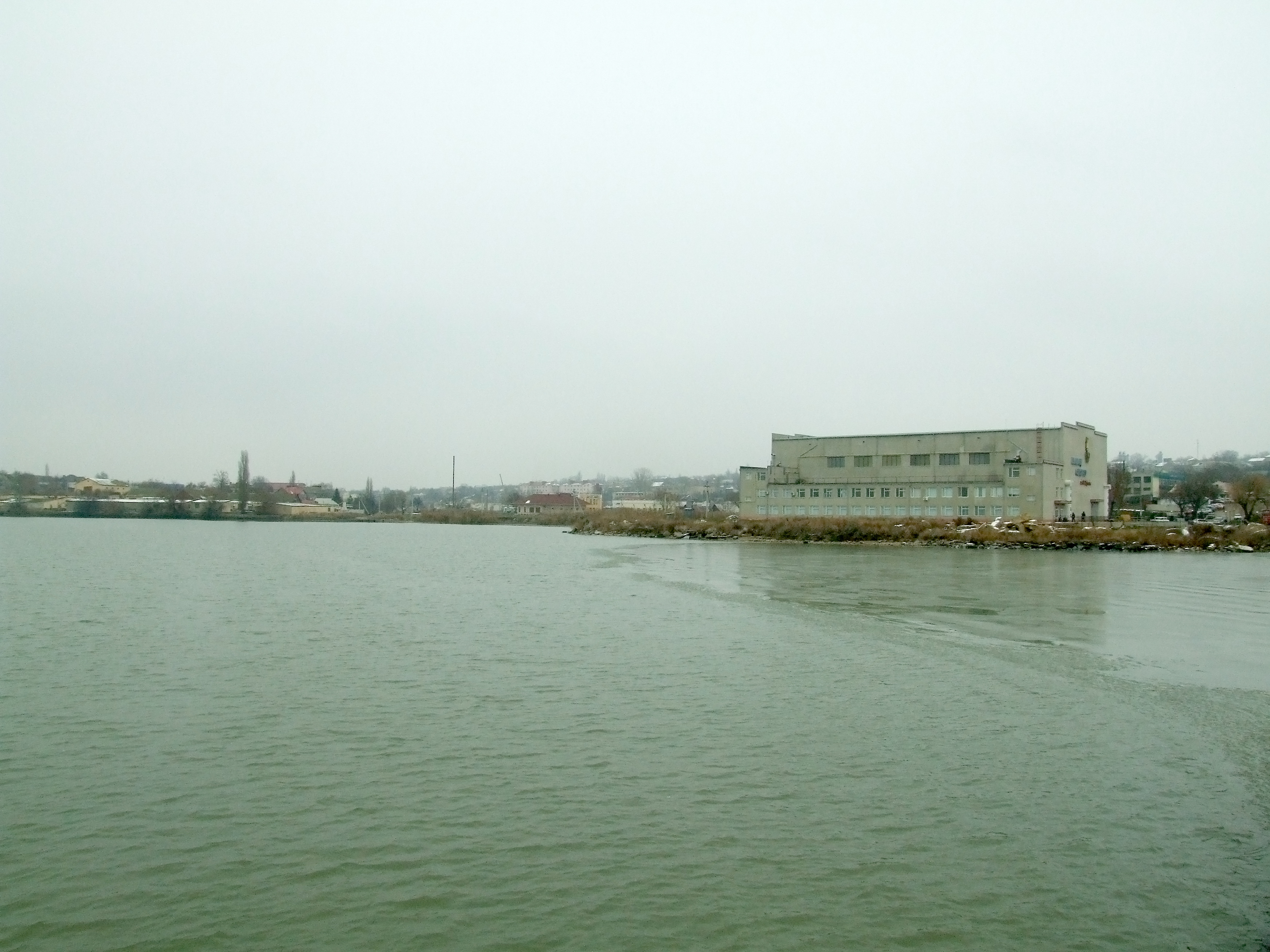
Blick auf den Hafen von Owidiopol

## Verwaltungsgliederung
Am 12. Juni 2020 wurde die Siedlung zum Zentrum der neugegründeten Siedlungsgemeinde Owidiopol (Овідіопольська селищна громада/Owidiopolska selyschtschna hromada). Zu dieser zählen auch noch die Dörfer Kalahlija und Mykolajiwka, bis dahin bildete sie die gleichnamige Siedlungsratsgemeinde Owidiopol (Овідіопольська селищна рада/Owidiopolska selyschtschna rada) im Süden des Rajons Owidiopol.
Seit dem 17. Juli 2020 ist sie ein Teil des Rajons Odessa.
Folgende Orte sind neben dem Hauptort Owidiopol Teil der Gemeinde:
| Name                     | Name       | Name                     |
| ukrainisch transkribiert | ukrainisch | russisch                 |
| ------------------------ | ---------- | ------------------------ |
| Kalahlija                | Калаглія   | Калаглия (Kalaglija)     |
| Mykolajiwka              | Миколаївка | Николаевка (Nikolajewka) |

## Söhne und Töchter der Ortschaft
- Tatjana Kotscherhyna (* 1956), Handballspielerin und -funktionärin